# Conchoecilla
Conchoecilla es un género de crustáceos ostrácodos que incluye dos especies,
C. daphnoides (Claus, 1890) y C. chuni (Müller, 1906). 
Ambas se caracterizan por presentar el ángulo posterior dorsal prolongado, aunque esa prolongación es más patente en las hembras de C. daphnoides; en las hembras de C. chuni las valvas que forman su exoesqueleto son desiguales, siendo más larga la izquierda que la derecha (lo que se aprecia claramente en vista ventral).